# Kenny Roberts
Kenneth Leroy Roberts, più conosciuto con i diminutivi Ken e Kenny (Modesto, 31 dicembre 1951), è un ex pilota motociclistico e dirigente sportivo statunitense vincitore di tre titoli iridati del motomondiale.
È anche il padre di Kenny Jr e Kurtis che seguirono le orme paterne competendo, e nel caso del primo vincendo un titolo, nel motomondiale.

## Biografia
All'età di 12 anni Kenny lavorava come "cow-boy" e fu invitato dalla moglie del suo datore di lavoro ad accendere il mini motorino regalato al figlio, che non partiva. Kenny ci provò e si ribaltò immediatamente, si ferì gravemente a un ginocchio e svenne per il dolore.
A tredici anni Kenny aveva già vinto nell'Oregon nella categoria flat-track, nella classe 100 cm³. Nel 1970 conquistava il "National Novice Championship" del Campionato AMA. Nel 1971 iniziò con la Yamaha e vinse nove gare della "AMA Junior Championship". Nel 1972 ottenne la licenza "Expert".
Nel corso della sua relativamente breve carriera (solo 9 annate disputate da professionista) Kenny Roberts è stato sempre fedele alla Yamaha, che gli diede l'opportunità di esordire nel mondo del motociclismo nel 1974 come wild card nel Gran premio d'Olanda nella classe 250: arrivò terzo ed impressionò favorevolmente la scuderia giapponese.
L'esordio come pilota ufficiale avvenne nel 1978 e in quell'annata disputò addirittura tre mondiali: arrivò quarto nella classe 250 (con due Gran Premi conquistati e nonostante avesse abbandonato la categoria a metà stagione) e primo nella classe regina, con quattro vittorie all'attivo; inoltre corse anche il mondiale Formula 750, perdendolo solo all'ultima gara.
Si laureò campione del mondo della 500 anche nel 1979 e nel 1980, ottenendo in totale il primo posto in otto corse. Nel motomondiale 1981 vinse due gare ed arrivò terzo in classifica generale; sorte analoga ebbe il 1982 (dove dovette accontentarsi del quarto posto) mentre nel 1983 conquistò 6 vittorie, ma il connazionale Freddie Spencer lo sopravanzò nella classifica finale di soli due punti (144 a 142). La delusione fu talmente grande che Kenny Roberts decise di ritirarsi dal motociclismo, non prima però di vincere un'edizione della 200 miglia di Daytona, nel 1984, anno in cui vinse anche la 200 miglia di Imola.
È da ricordare che egli vinse anche sette Gran Premi nella formula 750, soppressa dal motomondiale nel 1979.
Kenny Roberts affinò e migliorò lo stile di guida inventato da Jarno Saarinen, sporgendosi in curva completamente fuori dalla sella con il ginocchio, debitamente imbottito e protetto, a sfiorare (e spesso a toccare) l'asfalto in curva. Indimenticabile il modo tutto particolare che aveva di festeggiare le vittorie: un giro di pista compiuto su una sola ruota, oggi copiato da diversi motociclisti vincenti. Fu soprannominato "il marziano" per come esordì e colse successi sulle piste di tutto il mondo.
La sua attività nel mondo del motociclismo non si esaurì però con il ritiro dalle competizioni attive: divenne team manager, gestendo fino al 1996 squadre che facevano correre modelli Yamaha per poi separasi dalla casa giapponese e proporre un suo modello di motocicletta gestito attraverso il Team KR. Con la sua squadra è stato presente alle competizioni del motomondiale fino al termine della stagione 2007 e negli anni ha iniziato alla carriera di pilota motociclistico i due figli, Kenny Junior e Kurtis.

## Risultati nel motomondiale

### Classe 250
| 1974 | Classe | Moto   |    |   |    |   |   |   |   |   |   |   |   |   |  | Punti | Pos. |
| ---- | ------ | ------ | -- | - | -- | - | - | - | - | - | - | - | - | - |  | ----- | ---- |
| 1974 | 250    | Yamaha | NE | - | NE | - | - | 3 | - | - | - | - | - | - |  | 10    | 19º  |

| 1978 | Classe | Moto   |   |   |    |   |     |   |     |   |     |  |  |  |  | Punti | Pos. |
| ---- | ------ | ------ | - | - | -- | - | --- | - | --- | - | --- |  |  |  |  | ----- | ---- |
| 1978 | 250    | Yamaha | 1 | 2 | NE | 2 | Rit | 1 | Rit | - | Rit |  |  |  |  | 54    | 4º   |

| Legenda | 1º posto        | 2º posto            | 3º posto            | A punti      | Senza punti        | Grassetto – Pole position Corsivo – Giro più veloce |
| Legenda | Gara non valida | Non qual./Non part. | Ritirato/Non class. | Squalificato | '-' Dato non disp. | Grassetto – Pole position Corsivo – Giro più veloce |

### Classe 500
| 1976 | Classe | Moto   |     |  |  |    |  |  |  |  |  |  |  |    |  |  |  | Punti | Pos. |
| ---- | ------ | ------ | --- |  |  | -- |  |  |  |  |  |  |  | -- |  |  |  | ----- | ---- |
| 1976 | 500    | Yamaha | Rit |  |  | NE |  |  |  |  |  |  |  | NE |  |  |  | 0     |      |

| 1977 | Classe | Moto   |  |  |  |  |    |  |    |  |  |  |    |  |  |  |  | Punti | Pos. |
| ---- | ------ | ------ |  |  |  |  | -- |  | -- |  |  |  | -- |  |  |  |  | ----- | ---- |
| 1977 | 500    | Yamaha |  |  |  |  | NE |  | NE |  |  |  | NP |  |  |  |  | 0     |      |

| 1978 | Classe | Moto   |     |   |   |   |   |   |   |   |     |   |   |    |    |  |  | Punti | Pos. |
| ---- | ------ | ------ | --- | - | - | - | - | - | - | - | --- | - | - | -- | -- |  |  | ----- | ---- |
| 1978 | 500    | Yamaha | Rit | 2 | 1 | 1 | 1 | 2 | 2 | 7 | Rit | 1 | 3 | NE | NE |  |  | 110   | 1º   |

| 1979 | Classe | Moto   |  |   |   |   |   |   |   |    |   |   |   |    |   |  |  | Punti | Pos. |
| ---- | ------ | ------ |  | - | - | - | - | - | - | -- | - | - | - | -- | - |  |  | ----- | ---- |
| 1979 | 500    | Yamaha |  | 1 | 2 | 1 | 1 | 1 | 8 | NP | 4 | 6 | 1 | NE | 3 |  |  | 113   | 1º   |

| 1980 | Classe | Moto   |   |   |   |    |     |   |   |   |    |   |  |  |  |  |  | Punti | Pos. |
| ---- | ------ | ------ | - | - | - | -- | --- | - | - | - | -- | - |  |  |  |  |  | ----- | ---- |
| 1980 | 500    | Yamaha | 1 | 1 | 1 | NE | Rit | 3 | 2 | 2 | NE | 4 |  |  |  |  |  | 87    | 1º   |

| 1981 | Classe | Moto   |    |     |   |   |   |    |   |    |   |    |   |   |     |    |  | Punti | Pos. |
| ---- | ------ | ------ | -- | --- | - | - | - | -- | - | -- | - | -- | - | - | --- | -- |  | ----- | ---- |
| 1981 | 500    | Yamaha | NE | Rit | 1 | 1 | 5 | NE | 3 | NP | 2 | NP | 2 | 7 | Rit | NE |  | 74    | 3º   |

| 1982 | Classe | Moto   |   |   |       |   |   |   |   |     |     |  |    |    |  |  |  | Punti | Pos. |
| ---- | ------ | ------ | - | - | ----- | - | - | - | - | --- | --- |  | -- | -- |  |  |  | ----- | ---- |
| 1982 | 500    | Yamaha | 1 | 3 | [ 8 ] | 1 | 4 | 2 | 4 | Rit | Rit |  | NE | NE |  |  |  | 68    | 4º   |

| 1983 | Classe | Moto   |   |   |     |   |   |   |   |   |   |   |   |   |  |  |  | Punti | Pos. |
| ---- | ------ | ------ | - | - | --- | - | - | - | - | - | - | - | - | - |  |  |  | ----- | ---- |
| 1983 | 500    | Yamaha | 2 | 4 | Rit | 1 | 2 | 1 | 4 | 1 | 1 | 1 | 2 | 1 |  |  |  | 142   | 2º   |

| 1987 | Classe | Moto   |  |  |  |    |  |  |  |  |  |  |  |  |  |  |  | Punti | Pos. |
| ---- | ------ | ------ |  |  |  | -- |  |  |  |  |  |  |  |  |  |  |  | ----- | ---- |
| 1987 | 500    | Yamaha |  |  |  | NP |  |  |  |  |  |  |  |  |  |  |  | 0     |      |

| Legenda | 1º posto        | 2º posto            | 3º posto            | A punti      | Senza punti        | Grassetto – Pole position Corsivo – Giro più veloce |
| Legenda | Gara non valida | Non qual./Non part. | Ritirato/Non class. | Squalificato | '-' Dato non disp. | Grassetto – Pole position Corsivo – Giro più veloce |